# Yannick Jauzion
Yannick Jauzion (* 28. Juli 1978 in Castres, Département Tarn) ist ein ehemaliger französischer Rugby-Union-Spieler, der auf der Position des Innendreiviertels spielte. Er spielte für Stade Toulousain und die französische Nationalmannschaft und zählte auf seiner Position zu den besten Spielern der Welt. Ihn zeichnete vor allem die Kombination aus Schnelligkeit, Physis und Kreativität aus.

## Karriere
Jauzion gab am 16. Juni 2001 beim 32:23-Sieg über Südafrika sein Debüt für die französische Nationalmannschaft. Im folgenden Jahr wechselte er nach Toulouse, wo er in seiner ersten Saison gleich den Heineken Cup, den wichtigsten europäischen Vereinspokal, mit seiner Mannschaft gewinnen konnte. Er wurde im Folgenden für die französische Auswahl zur Weltmeisterschaft 2003 nominiert. Im ersten Gruppenspiel gegen Fidschi gelangen ihm drei Versuche. Auch in den weiteren Vorrundenpartien spielte er eine wichtige Rolle und führte Frankreich ungefährdet in das Viertelfinale, wo man auch gegen Irland problemlos gewann. Letztlich scheiterten die Franzosen am späteren Weltmeister England und verloren das Spiel um Platz drei gegen Neuseeland.
Bei den Six Nations 2004 gelang Frankreich der Grand Slam. Jauzion erzielte dabei einen Versuch gegen Irland und zwei weitere gegen Schottland. Mit Toulouse scheiterte er im Finale des Heineken Cup an den London Wasps. 2005 schlug das Team jedoch zurück und gewann erneut den Pokal, im Finale besiegte man die Landsleute von Stade Français nach Verlängerung mit 18:12. Jauzion wurde zum Spieler der Partie gewählt und krönte eine herausragende Saison mit dieser Leistung. Er fehlte aufgrund einer Verletzung bei der folgenden Ausgabe der Six Nations, war aber erneut im Kader der Franzosen zur Weltmeisterschaft. Im Viertelfinale legte er den entscheidenden, kontrovers diskutierten Versuch zum Sieg über Neuseeland. Diesem Erfolgserlebnis war nach Analyse der Fernsehbilder ein nach vorne gespielter Pass vorausgegangen, was im Rugby nicht erlaubt ist. Im Halbfinale scheiterte Frankreich erneut an England und auch das Spiel um Platz drei ging verloren, wie in der Vorrunde hieß der Sieger Argentinien.
Die darauf folgende Saison verlief zunächst nicht zufriedenstellend für Jauzion. Bei den Six Nations wurde er nur zweimal eingesetzt, unter anderem bei der entscheidenden Niederlage gegen Wales. Mit Toulouse erreichte er zwar erneut das Finale im Heineken Cup, unterlag jedoch Munster aus Irland. Das Team sicherte sich zumindest den Titel in der Top 14 durch einen Sieg über ASM Clermont Auvergne im Finale.
Yannick Jauzion ist Absolvent der École d’ingénieurs de Purpan.